# Unità delle guardie

Un'unità delle guardie bielorussa.

Le unità delle guardie (in russo Гвардия?, Gvardija; in bielorusso Гвардыя?, Hvardyja; in ucraino Гвардія?, Hvardija) sono nuclei militari che costituiscono un corpo di élite presente nelle forze armate dell'ex Unione Sovietica ed attualmente in quelle di Russia e Bielorussia. Queste unità sono state premiate con lo status di Guardia dopo essersi distinte durante il servizio, possedendo quindi lo stato di élite. La designazione di Guardia nasce durante la grande guerra patriottica del 1941-1945, traendo il nome dalla Guardia imperiale zarista.

## Storia

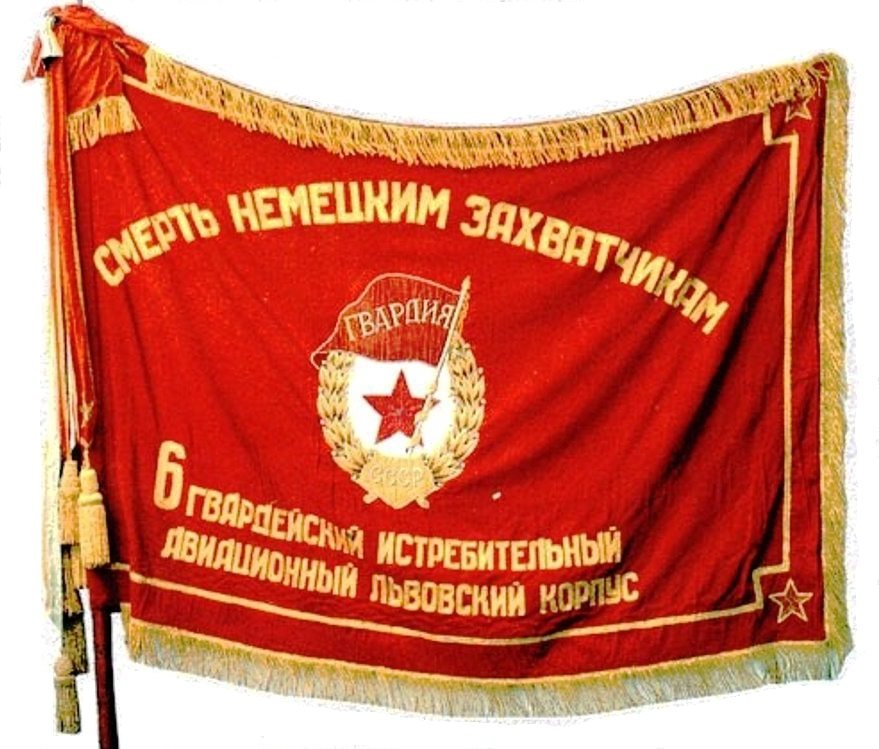
Vessillo di guerra del 6º Corpo dell'aviazione delle guardie

Le prime formazioni delle guardie furono la 1ª, 2ª, 3ª e 4ª Divisione fucilieri di Leningrado delle milizie nazionali, che furono rinominate in "Guardie" nel luglio del 1941, su suggerimento di Kliment Vorošilov e Andrej Ždanov, ispirandosi all prototipo delle Guardie rosse di Pietrogrado nel 1917. Questi nomi furono accettati dall'Assemblea della Milizia nazionale e furono approvati dall'ordine del comandante dell'Esercito di Leningrado della milizia nazionale (LANO).
La 316ª Divisione fucilieri sovietica venne rinominata nell'8ª Divisione fucilieri delle guardie il 18 novembre 1941, in seguito alle azioni degli uomini di Panfilov, e le venne conferito il titolo di Panfilovskaja (Панфиловская) in onore al comandante deceduto Ivan Panfilov. Il 31 dicembre 1941, la 107ª, 120ª, 64ª, 316ª, 78ª e 52ª Divisione fucilieri diventarono dalla 5ª alla 10ª Divisione fucilieri delle guardie.
Il 4 agosto 1941, il Reggimento mortai delle guardie M-13, su suggerimento del Commissario del Popolo per l'Ingegneria Meccanica Pëtr Paršin, divenne la prima unità di Artiglieria delle guardie, ricevendo come numero il 9. Al Commissario della difesa nonché capo supremo dell'URSS Iosif Stalin piacque l'idea di chiamare "Guardia" le formazioni dell'artiglieria e la successiva e dall'8 settembre 1941, tutte le divisioni dell'artiglieria razzi dotati di lanciarazzi Katjuša divennero le unità mortai delle guardie dell'Armata Rossa (in russo Гвардейские миномётные части Красной Армии, ГМЧ КА?, Gvardejskie minomëtnye časti Krasnoj Armii, GMČ KA). Circa 20 Brigate aviotrasportate delle guardie furono convertite nell'11ª e 16ª Divisione fucilieri delle guardie nel dicembre del 1943.
Il 18 settembre 1941, con l'ordine nº 308 del Commissario del popolo per la difesa dell'URSS, quattro divisioni di fanteria dell'URSS - 100ª, 127ª, 153ª e 161ª - furono ribattezzate rispettivamente nella 1ª, 2ª, 3ª, 4ª Divisione della guardia.
Il 3 aprile 1942, con l'ordine nº 73 del Commissario del popolo per la Marina dell'URSS e ammiraglio Nikolaj Kuznecov, i seguenti reparti ricevettero i titoli onorifici delle guardie: l'incrociatore Krasnyj Kavkaz, il cacciatorpediniere Stoikij, la posamine Marti, il dragamine T-205 Gafel ed i sottomarini D-3 Krasnogvardeec, M-171, M-174, K-22.
L'ordine nº 100 del NK della Marina Sovietica del 16 maggio 1942 approvò le truppe militari delle guardie per il personale navale e costiero della Marina:
- Per le unità delle guardie e le formazioni del personale navale della Marina, le truppe delle guardie furono nominate con il prefisso "Equipaggio delle guardie";
- Le unità e le formazioni delle guardie non navali e per le divisioni costiere della Marina, furono lasciate invariate e nella stessa versione delle guardie dell'Armata Rossa;

Con il decreto del Consiglio Supremo delle Forze Armate dell'URSS del 21 maggio 1942, fu creato il distintivo per la Guardia dell'Armata Rossa ma nonostante fosse stato stabilito per tutte le forze armate sovietiche, la Marina decise di stabilire un proprio distintivo per le Guardie e di usare un nastro per i marinai delle guardie.
L'ordine nº 118 del Commissariato del popolo per la Marina del 3 giugno 1942 "Sulla fabbricazione del distintivo delle guardie", determinò il numero e i requisiti per la produzione dei distintivi di forma standard per il personale militare delle unità delle guardie e delle unità navali.
Il commissario Kuznecov, con l'ordine nº 142 del 19 giugno 1942, approvò i distintivi, che per la Guardia della Marina furono di due tipi: dorato per il comando e il guardiamarina, e argento per rango e capisquadra. Per il personale del servizio costiero della Marina, il distintivo delle guardie fu adottato con il decreto delle Forze armate dell'URSS del 21 maggio 1942. Sempre il 19 giugno 1942 fu istituita la bandiera navale delle guardie.

Bandiera della marina delle guardie (1942-1950).

Il 31 luglio 1942, fu emanato l'ordine nº 200 del Commissariato della marina riguardo "l'entrata in vigore del regolamento sulla flotta delle guardie dell'URSS".
Il 21 giugno 1943 fu emanato l'ordine nº 240 "Sulle regole per indossare ordini, medaglie, nastri e insegne militari da parte dell'esercito dell'Armata Rossa", secondo cui le unità e le formazioni nominate per il titolo di Guardia sovietica ricevevano degli speciali vessilli in base alla decisione del Presidium del Soviet Supremo dell'Unione Sovietica.
Il 4 febbraio 1944 fu emesso un decreto dal Presidium del Soviet supremo "Sull'approvazione di un nuovo campione della Bandiera Rossa, la Bandiera Rossa delle Guardia e il Regolamento sulla Bandiera Rossa delle unità militari e della Marina", dove furono regolamentate la posizione e le caratteristiche della bandiera rossa delle guardie dell'esercito e della marina.
Durante la Grande guerra patriottica, molte unità e formazioni dell'Armata Rossa furono trasformate in reparti delle guardie e quest'ultima, alla fine del conflitto, includeva 11 armate fucilieri, 6 armate corazzate (1ª, 2ª, 3ª, 4ª, 5ª, 6ª), 40 corpi fucilieri, 7 corpi di cavalleria, 12 corpi corazzati, 9 corpi meccanizzati, 14 corpi dell'aviazione, 18 navi, 16 sottomarini e un gran numero di unità di vari tipi delle forze armate sovietiche.
Dopo la seconda guerra mondiale, alcune truppe delle guardie furono dislocate nell'Europa orientale, per esempio nel Gruppo di forze sovietiche in Germania.
In seguito alla dissoluzione dell'Unione Sovietica nel 1991, le designazioni delle guardie per le unità militari è stata mantenuta dalla Russia e dalla Bielorussia, mentre l'Ucraina ha mantenuto tali titoli fino al 2016. Alcune ex repubbliche sovietiche possiedono dei rami delle guardie nelle proprie forze armate, tra cui l'Armenia, l'Azerbaigian, la Georgia, il Kazakistan (2500 Guardie repubblicane nel 1994), Tagikistan, Turkmenistan e Uzbekistan.

## Distintivi

Distintivo sovietico per unità delle guardie.
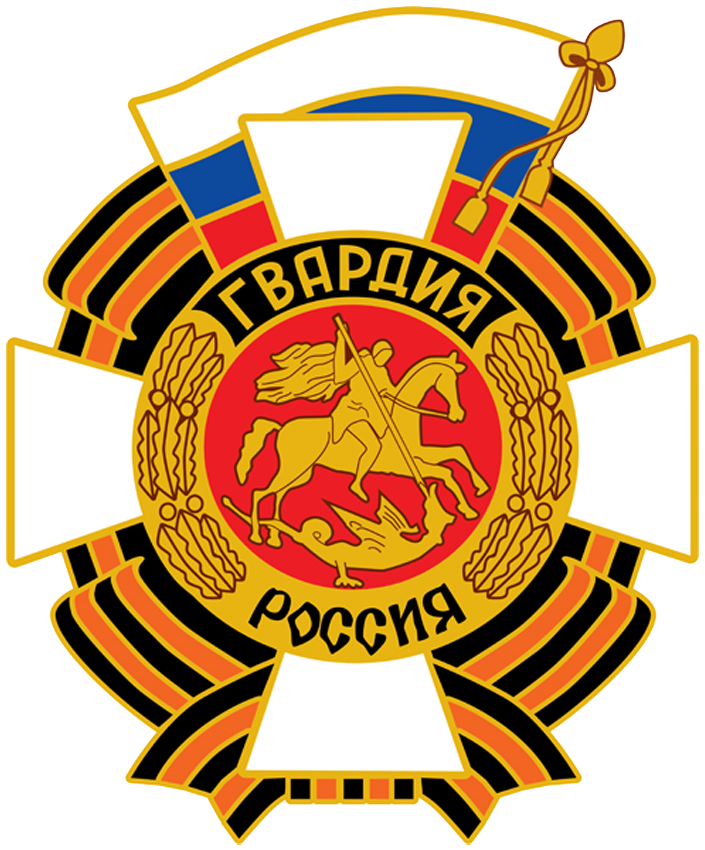
Distintivo russo per unità delle guardie (1994).
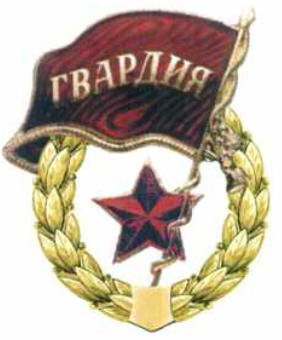
Distintivo russo per unità delle guardie dal 2011.
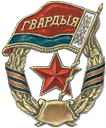
Distintivo bielorusso per unità delle guardie.
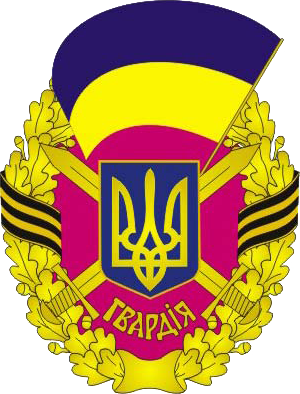
Distintivo ucraino per unità delle guardie (fino al 2016).